# مکنده‌دهانان
مکنده‌دهانان (نام علمی: Loricariidae) نام یک تیره از بالاخانواده مکنده‌دهان‌واران است.